# Daseuplexia
Daseuplexia är ett släkte av fjärilar. Daseuplexia ingår i familjen nattflyn.
Kladogram enligt Catalogue of Life:
| Daseuplexia | \| \| Daseuplexia lagenifera \| \| \| \| \| \| Daseuplexia lageniformis \| \| \| \| \| \| Daseuplexia lichenifera \| \| \| \| |
|             | \| \| Daseuplexia lagenifera \| \| \| \| \| \| Daseuplexia lageniformis \| \| \| \| \| \| Daseuplexia lichenifera \| \| \| \| |
|             | Daseuplexia lagenifera |
|             | |
|             | Daseuplexia lageniformis |
|             | |
|             | Daseuplexia lichenifera |
|             | |